# Agoma ticolor
Agoma ticolor là một loài bướm đêm trong họ Noctuidae.